# Дугблєй Аллан Джоакімович
Алан Джоакімович Дугблєй (рос. Аллан Джоакимович Дугблей, нар. 4 січня 1985, Москва) — російський футболіст ганського походження, півзахисник .

## Футбольна кар'єра
Вихованець московського ДЮСШ-94 «Крилатскоє» (Москва). У 2001 році розпочав футбольну кар'єру в клубі «Автодор» (Владикавказ), звідки приєднався до «Титану» (Москва). Обидві команди грали у третьому за рівнем дивізіоні Росії
У 2003 році став футболістом вищолігового «Шинника», але грав виключно за резервну команду, після чого в першій половині 2004 року захищав кольори «Іжевська» у третьому за рівнем дивізіоні країни.
У серпні 2004 року його запросили до київського «Динамо», але і тут він грав виключно за дубль і взимку 2005 року повернувся до Москви, де грав за місцеві нижчолігові команди «Пресня», «Ніка» та «Торпедо-РГ» .
У 2009 році він підписав контракт з «Чорноморцем» (Новоросійськ) з другого дивізіону, де провів першу половину сезону, а у другій грав за третьоліговий клуб «Нара-ШБФР» (Наро-Фомінськ).
Завершував кар'єру в клубах Аматорського чемпіонату «Петрівка, 38» (Москва) та «Ока» (Бєлоомут)

## Особисте життя
У дитинстві він жив у Гані, звідки родом його батько. Потім вони поїхали з родиною на батьківщину матері до Росії.